# Melissa Sue Anderson
Melissa Sue Anderson (Berkeley, California, 26 de septiembre de 1962) es una actriz estadounidense-canadiense ganadora del Premio Emmy y especialmente conocida por haber interpretado el papel de Mary Ingalls en la serie de televisión Little House on the Prairie desde 1974 hasta 1983.

## Biografía
Su carrera artística comenzó cuando su profesor de danza animó a sus padres a buscar un agente para ella. Comenzó entonces a hacer los anuncios publicitarios para TV, y pronto empezaron a llegar ofertas para aquella niña rubia de ojos azules, entre ellos algún episodio de la serie La tribu de los Brady.
A la edad de 11 años consigue, entre cientos de competidoras, el papel de Mary en La casa de la pradera. Sería el personaje que la lanzó a la fama en todo el planeta y el que interpretó durante nueve años.
Ganó un Premio Emmy por su papel en Which Mother Is Mine? (1979) de la cadena ABC. Fue nominada en 1976 como mejor actriz principal en una serie dramática por su trabajo en La pequeña casa de la pradera, que también le valió el Premio Tp de Oro de 1980.
En 1981 protagonizó a Virginia en el filme de terror Happy Birthday to Me.
Tras la cancelación de la serie, ha intervenido en diversas películas especialmente rodadas para televisión.

## Vida personal
Con su marido Michael Sloan tienen dos hijos, Piper (nacida en febrero de 1991) y Griffin (nacido en junio de 1996). Vive en Montreal (Quebec, Canadá) desde el año 2002. Ella y su esposo se naturalizaron canadienses en 2007.

## Filmografía

### Televisión
| Año           | Título                             | Papel                                                                | Notas                                                         |
| ------------- | ---------------------------------- | -------------------------------------------------------------------- | ------------------------------------------------------------- |
| 1972          | Bewitched                          | Chica                                                                | Episodio: "Tabitha's First Day of School"                     |
| 1973          | The Brady Bunch                    | Millicent                                                            | Episodio: "Never Too Young"                                   |
| 1973          | Shaft                              | Cathy muder (no acreditada)                                          | Episodio: "The Enforcers"                                     |
| 1974–81       | Little House on the Prairie        | Mary Ingalls                                                         | 163 episodios                                                 |
| 1976          | The Loneliest Runner               | Nancy Rizzi                                                          |                                                               |
| 1977          | James at 15                        | Lacey Stevens                                                        | Episodio: "Pilot"                                             |
| 1977          | ABC Afterschool Special            | Kate                                                                 | Episodio: "Very Good Friends"                                 |
| 1978          | The Hanna-Barbera Happy Hour       | Directora del musical                                                | 1 episodio                                                    |
| 1978–80, 1986 | The Love Boat                      | Jennifer 'Chubs' Smith / Cindy Jerome / Cathy Cummings / Dana Colton | 4 episodios                                                   |
| 1979          | Survival of Dana                   | Dana Lee Gilbert                                                     |                                                               |
| 1979          | ABC Afterschool Special            | Alexandria 'Alex' Benton                                             | Episodio: "Which Mother Is Mine?"                             |
| 1979          | A New Kind of Family               | Lisa                                                                 | Episodio: "The Overcharge"                                    |
| 1979          | Little House Years                 | Mary Ingalls                                                         |                                                               |
| 1979          | CHiPs                              | Ella misma                                                           | Episodio: "Roller Disco" (Part 2)                             |
| 1980          | La isla de la fantasía             | Amy Marson                                                           | Episodio: "Rogues to Riches/Stark Terror"                     |
| 1980          | Insight                            | Mary Beth                                                            | Episodio: "Princess"                                          |
| 1981          | Midnight Offerings                 | Vivian Sotherland                                                    |                                                               |
| 1981          | Advice to the Lovelorn             | Maureen Tyler                                                        |                                                               |
| 1982          | An Innocent Love                   | Molly Rush                                                           |                                                               |
| 1982/83       | Spider-Man and His Amazing Friends | Katherine 'Kitty' Pryde / Sprite (voz)                               | Episodios: "The Origin of Iceman", "The X-Men Adventure"      |
| 1983          | First Affair                       | Toby King                                                            |                                                               |
| 1984          | Finder of Lost Loves               | Nikki Gatos                                                          | Episodio: "Piloto"                                            |
| 1984          | Murder, She Wrote                  | Eve Crystal                                                          | Episodio: "Hooray for Homicide" & "Trevor Hudson's Legacy"    |
| 1984          | Glitter                            | Elizabeth                                                            | Episodio: "A Minor Miracle"                                   |
| 1984/85       | Hotel                              | Cassie Ray / Anne Goldman                                            | Episodios: "Lifelines", "Imperfect Union"                     |
| 1986          | Dark Mansions                      | Noelle Drake                                                         |                                                               |
| 1987–88       | The Equalizer                      | Yvette Marcel                                                        | 4 episodios                                                   |
| 1988/89       | The New Alfred Hitchcock Presents  | Laura Donovan / Julie Fenton                                         | Episodios: "VCR - Very Careful Rape", "Murder in Mind"        |
| 1989          | Memories of Manon                  | Yvette Marcel                                                        |                                                               |
| 1989          | The Return of Sam McCloud          | Colleen McCloud                                                      |                                                               |
| 1993/94       | X-Men                              | Snowbird (voz)                                                       | Episodios: "Repo Man", "Phoenix Saga, Part 5: Child of Light" |
| 1994          | Burke's Law                        | Michelle Ryder                                                       | Episodio: "Who Killed Alexander the Great?"                   |
| 1998          | Earthquake in New York             | Dra. Marilyn Blake                                                   |                                                               |
| 1999          | Partners                           | Cheryl Darrin                                                        | 3 episodios                                                   |
| 2000          | Thin Ice                           | Tanya Ferguson                                                       |                                                               |
| 2006          | 10.5: Apocalypse                   | La primera dama Megan Hollister                                      |                                                               |
| 2007          | Marco Polo                         | Madre (voz, no acreditada)                                           |                                                               |

### Cine
| Año  | Título                                                  | Papel                                 | Notas        |
| ---- | ------------------------------------------------------- | ------------------------------------- | ------------ |
| 1981 | Happy Birthday to Me                                    | Virginia Wainwright                   |              |
| 1984 | Goma-2                                                  | Kukki (no acreditada)                 |              |
| 1984 | Chattanooga Choo Choo                                   | Jennie                                |              |
| 1988 | The Suicide Club                                        | Laura Donovan en TV                   |              |
| 1988 | Far North                                               | Joven enfermera                       |              |
| 1989 | Looking Your Best                                       |                                       |              |
| 1990 | Dead Men Don't Die                                      | Dulcie Niles                          |              |
| 1991 | Manuel                                                  |                                       |              |
| 1994 | Animated Stories from the Bible: Music Video – Volume 1 | Snake (voz)                           | Vídeo        |
| 1995 | Killer Lady                                             | Dama estadounidense                   |              |
| 2006 | Crazy Eights                                            | Paciente del hospital (no acreditada) |              |
| 2010 | Marker 187                                              |                                       | cortometraje |
| 2018 | The Con Is On                                           | Guest Two                             |              |